# Herb Felsztyna

Herb Felsztyna

Dawny herb Felsztyna

Herbem Felsztyna jest złote jabłko przebite trzema mieczami o złotych jelcach: w skos, w skos lewy i od dołu (na opak), w polu purpurowym.